# Madracis mirabilis
Madracis mirabilis är en korallart som beskrevs av Wells 1973. Madracis mirabilis ingår i släktet Madracis och familjen Pocilloporidae. Inga underarter finns listade i Catalogue of Life.

## Bildgalleri

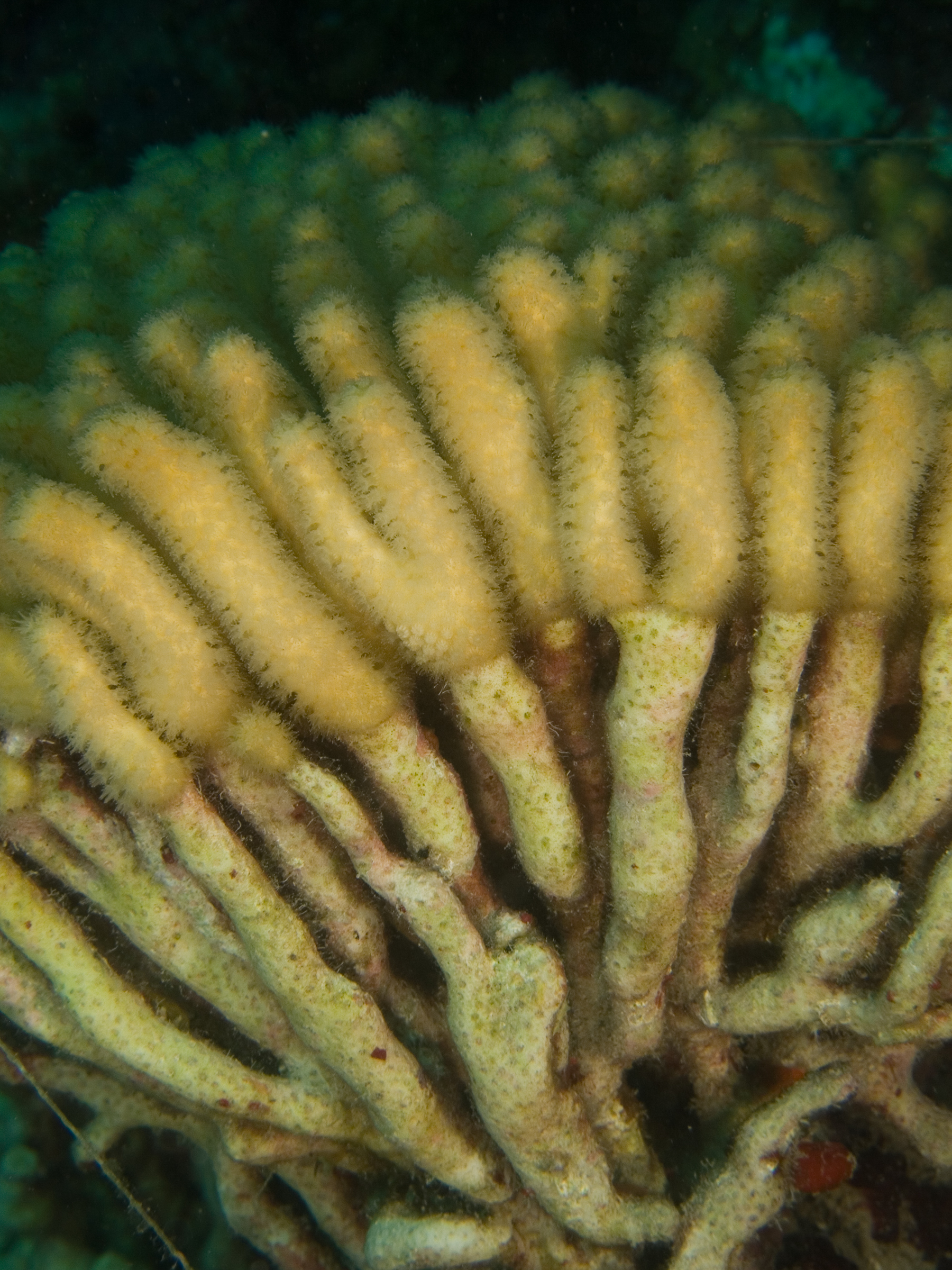